# Zuppà
Zuppà è un Q disc (ossia un LP dove compaiono soltanto quattro canzoni) registrato da Marco Poeta negli studi Malleus di Recanati per l'etichetta Bentler nel 1986. I testi, le musiche e gli arrangiamenti sono di Piero Cesanelli, grande amico di Marco Poeta ed attuale Direttore Artistico di "Musicultura festival".
In tutti e quattro i brani: Andare in giro, L'autista, Zuppà e Gianni, Marco Poeta ha suonato le chitarre ed è stato accompagnato in studio dal gruppo Gulliver formato da: Giuseppe Polenta alla batteria, Giovanni Giulietti al basso elettrico, Roberto Garofolo alle tastiere, Renzo Ruffini al sax, flauto traverso e synt, Umberto Cervigni alle percussioni e Ugo Cervigni al piano acustico nel brano "Zuppà". Un contributo particolare è stato apportato dal chitarrista Renato Gasparrini che ha suonato il Guitar Sint Roland G 707.